# Supercoppa del Portogallo 2009 (hockey su pista)
La Supercoppa del Portogallo 2009 è stata la 27ª edizione dell'omonima competizione portoghese di hockey su pista. 
Il trofeo è stato vinto dal Porto per la diciassettesima volta nella sua storia.

## Squadre partecipanti
| Club  | Qualificazione                                    | Partecipazioni precedenti (il grassetto indica la vittoria)                                                            |
| ----- | ------------------------------------------------- | --- |
| Porto | Detentore della 1ª Divisão e Coppa del Portogallo | 1984, 1985, 1986, 1987, 1988, 1989, 1990, 1991, 1992, 1996, 1998, 1999, 2000, 2002, 2003, 2004, 2005, 2006, 2007, 2008 |
| Braga | Finalista della Coppa del Portogallo              | 2008 |

## Risultati
| Squadra 1 | Risultato | Squadra 2 |
| --------- | --------- | --------- |
| Porto     | 6 - 4     | Benfica   |

| Ponte de Lima 26 settembre 2009 | Porto | 6 – 4 | Braga |  |